# Verena Keßler
Verena Keßler (* 1988 in Hamburg) ist eine deutsche Schriftstellerin und freiberufliche Werbetexterin.

## Leben
Keßler studierte von 2016 bis 2020 am Deutschen Literaturinstitut in Leipzig Literarisches Schreiben. 2018 nahm sie an der Romanwerkstatt Kölner Schmiede teil, 2019 an der Schreibwerkstatt der Jürgen-Ponto-Stiftung. Sie war Stipendiatin des 23. Klagenfurter Literaturkurses.
Im August 2020 erschien ihr Debütroman Die Gespenster von Demmin bei Hanser Berlin. Dieser Roman, der den Massensuizid im Frühjahr 1945 in Demmin thematisiert, gelangte im selben Jahr auf die Shortlist des aspekte-Literaturpreises und erlangte große mediale Aufmerksamkeit in Presse, Rundfunk und Fernsehen. 2023 erschien ihr zweiter Roman Eva bei Hanser Berlin. Auch dieser Roman wurde von der Kritik gut aufgenommen.
Keßler lebt in Leipzig.

## Auszeichnungen
- 2021: Kranichsteiner Jugendliteratur-Stipendium für Die Gespenster von Demmin[10]
- Literaturpreis: „Der zweite Roman“ für Eva.[11]

## Werke
- Die Gespenster von Demmin. Hanser Berlin, Berlin 2020, ISBN 978-3-446-26784-8.
- Eva. Roman, Hanser Berlin 2023, ISBN 978-3-446-27588-1.